# Liden, Umeå kommun
Liden är en bebyggelse vid västra stranden av Umeälven i Umeå landsdistrikt i Umeå kommun. Vid 2023 års småortsavgränsning klassade Statistiska centralbyrån området som en småort.